# Giải Primetime Emmy
Giải Primetime Emmy (tựa gốc: Primetime Emmy Award) là giải thưởng Mỹ được trao tặng bởi Viện Nghệ thuật và khoa học truyền hình nhằm công nhận những thành tựu chương trình truyền hình trong giờ vàng tại Mỹ. Giải thưởng thuộc giải Emmy, được xem là tương đương với Giải Oscar (điện ảnh), Giải Grammy (âm nhạc) và Giải Tony (sân khấu).
Trao lần đầu vào năm 1949, giải thưởng thường được nhắc đến đơn giản là "Giải Emmy" trước khi tách ra với Giải Daytime Emmy được tổ chức vào thập niên 1970. Giải thưởng thường lên sóng vào giữa tháng 9, vào ngày Chủ nhật trước khi mùa chiếu truyền hình Thu bắt đầu. Giải thường luân phiên giữa 4 nhà đài lớn (CBS, ABC, NBC và Fox). Vào năm 2006, 2010 và 2014, giải dời lên cuối tháng 8 để tránh sự kiện Sunday Night NFL Football của đài NBC.
Một chương trình hợp lệ cho giải thưởng phải được trình chiếu trên hệ thống truyền hình Mỹ trong thời gian đủ tư cách từ ngày 1 tháng 6 đến 31 tháng 5 năm kế tiếp. Một chương trình muốn được xem là giờ vàng quốc gia phải trình chiếu từ 6 giờ tối đến 2 giờ sáng hôm sau và đến ít nhất 50 phần trăm của quốc gia. Một chương trình khi đệ trình cho Giải Primetime Emmy thì không được xuất hiện trong Giải Daytime Emmy hay bất cứ giải Emmy nào khác. Các đệ trình phải gửi vào cuối tháng 4, ngay cả khi chương trình vẫn chưa được trình chiếu vào tháng kế tiếp hoặc thời gian hợp lệ vào tháng 5.